# Incredible Love
Incredible Love è il quarto album da solista di Chris Brokaw, pubblicato nel 2006.

## Tracce
1. Blues for the Moon
2. Move
3. The Information Age
4. I Remember
5. X's for Eyes
6. Whose Blood
7. On a Great Lake
8. Cranberries
9. Gringa
10. 100 Faces
11. My Idea